# 丽贝卡·佩奇
丽贝卡·佩奇（英語：Rebecca Petch，1998年7月9日—），新西兰女子自行车运动员。她曾代表新西兰参加2022年英联邦运动会自行车比赛，获得一枚金牌。她也曾参加2020年夏季奥林匹克运动会。